# Partido de Monte Hermoso
Partido de Monte Hermoso, o simplemente Monte Hermoso, es uno de los 135 partidos de la provincia argentina de Buenos Aires. Se ubica al sudoeste de la provincia.
Cuenta con 8821 habitantes (2022); su cabecera es la ciudad homónima y entre sus principales atractivos turísticos se encuentran sus playas, las cuales se extienden por 32 km y en las que es posible, debido a su ubicación geográfica (de este a oeste), ver el amanecer y la puesta del sol en el mar. 
El partido fue establecido en el año 1979 como "partido urbano", y en 1983 definitivamente como "Partido de Monte Hermoso", con tierras de los partidos de Coronel Dorrego y Coronel Rosales.

## Toponimia
El nombre, el cual primeramente fue dado al balneario Monte Hermoso y después al partido, hace referencia al paraje conocido actualmente como "Barrancas de Monte Hermoso", "Farola Monte Hermoso" o simplemente "Las Rocas". 
En dicho paraje, se dispuso construir un faro en las barrancas de Monte Hermoso, que fue inaugurado el 22 de noviembre de 1881. Fue el primer faro terrestre del litoral argentino. 
Posteriormente, fue el lugar en que Luigi Luiggi planeó erigir el primer faro de la costa argentina y encargó a la compañía francesa "Barbier et Bénard" su construcción. Mientras la estructura se realizaba en Francia, se decidió instalarlo unos kilómetros más al este, en cercanías de lo que hoy es el balneario Monte Hermoso.
Como los cajones de embalaje y partes de la estructura estaban rotulados como “Faro Monte Hermoso”, dio el nombre al hotel que, a partir de 1918, se construyó en las cercanías de la localidad y que terminaría dando su apelativo al pueblo que posteriormente se formó.

## Historia
En el año 1897, Silvano Dufaur, adquiere de los hermanos Cipriano y Emiliano Baldez, 4000 hectáreas de las tierras que comprenden actualmente la localidad de Monte Hermoso. Su hijo, Esteban Dufaur, inicia las primeras tareas destinadas a formar un establecimiento rural. Construye un puente sobre el río Sauce Grande con barandas de hierro enviadas desde Francia por su padre, que sirve años más tarde, como entrada al balneario.
Años posteriores, en 1903 Esteban Dufaur construye la estancia “El Recreo Viejo” y sin prever el movimiento natural de los médanos, dispone la edificación en la franja de dunas, cercana a la costa. En consecuencia, y por el movimiento natural anteriormente dicho, avanza unos kilómetros tierra adentro, construyendo “El Recreo Nuevo” en el valle del río Sauce Grande, hoy Estancia “El Recreo”.
El año de inflexión que implicó un avance más grande para la conformación de la localidad se da en 1917, cuando el 31 de marzo de dicho año la goleta norteamericana "Lucinda Sutton", de viaje a Bahía Blanca con un cargamento de madera, es sorprendida en inmediaciones de la zona por un fuerte temporal. Debido a esta acontecimiento, debió aliviar su carga para evitar el naufragio y arrojan la mitad de su cargamento, 1400 toneladas de madera, al mar. Las maderas terminan en la costa.
Debido a esto, poco tiempo después nace una sociedad entre los señores Ingeniero Esteban Dufaur, Gabriel Duc y Antonio Arizaga, con la finalidad de construir y explotar un Hotel frente al mar.
El hotel se construye finalmente y es inaugurado extraoficialmente el 1 de enero de 1918 y, posteriormente el 15 de enero, recibe el nombre de “Hotel Balneario Monte Hermoso”.
Hacia 1920, se inicia la venta de los primeros lotes. Hasta el momento, el paisaje natural existente era alterado por el  “Faro Monte Hermoso”, el "Hotel Balneario Monte Hermoso" y un galpón donde funcionaba la única lechería lugareña de la familia de Victoriano Luzuriaga.
En la década del ´30, en proximidades del Faro Recalada comienzan a asentarse familias construyendo casillas de madera y chapa, luego algunos comercios. Ya, en 1937 las tierras de Monte Hermoso que pertenecían al partido de Bahía Blanca son recuperadas por el partido de Coronel Dorrego y, ese año, en los festejos del cincuentenario del partido, se inaugura el balneario de Monte Hermoso y comienza a planificarse lo que sería un pueblo, ya que hasta ese momento tenía solamente casillas y el Hotel de Madera.
Ya, en 1942 el gobierno de la provincia de Buenos Aires realiza un relevamiento del lugar y queda aprobado el trazado del Balneario Monte Hermoso. Se planificó también la construcción de una escuela, correo y el telégrafo, iglesia, destacamento policial, delegación municipal, plaza, etc. 
De esta manera, comienza a consolidarse el pueblo y, en consecuencia, comienzan a surgir nuevos comercios y pequeñas industrias, como una fábrica de hielo y soda, una panadería, almacén de ramos generales, carnicería, la pesca comercial del tiburón y demás instituciones, como la Cooperativa Eléctrica, Sociedad de Fomento, Club Atlético Monte Hermoso, Cooperativa telefónica, Escuela Secundaria, Sala de Primeros Auxilios, entre otros.
Debido a este brusco crecimiento que comenzaba a tener el balneario y que se aceleró en la década de 1970, el 1 de abril de 1979 derivó en la autonomía definitiva para el partido de Monte Hermoso como un "partido urbano" a través de la Ley N.º 9245/1979, tomando tierras de los partidos de Coronel Dorrego y Coronel Rosales. Posteriormente, el 23 de mayo de 1983, es promulgada la Ley N.º 9949, designándolo Partido de Monte Hermoso.

## Geografía
Monte Hermoso está ubicada a los 38° 59` 33" latitud Sur y 61º 15` 55" longitud Oeste, sobre la costa Atlántica sector sur.
La playa se extiende a lo largo de 32 km con un suave declive, y una cadena de dunas está bañada por aguas cálidas libres de contaminación.
El balneario está ubicado sobre la costa Atlántica del Mar Argentino al sur de la provincia de Buenos Aires. Limita al sur con el mar, al norte con el partido de Coronel Dorrego, al oeste con el partido de Coronel de Marina Leonardo Rosales. Se accede por la RN 3, que luego empalma con la RP 78, también asfaltada, en su tramo de 26 km.
A unos 5 km de la población de la ciudad de Monte Hermoso se halla la laguna Sauce Grande. Se trata de un cuerpo de agua originado por deflación sobre el cauce fluvial preexistente del río Sauce Grande. Abarca unas 2900 hectáreas y su profundidad promedio es 1,60 metros, aunque en algunos sitios llega a tener 4 metros de profundidad. Es un sitio utilizado para pesca deportiva de pejerrey, aunque también existen poblaciones de sabalito y dientudo. Es también un importante reservorio de avifauna.
Unos 14 km al oeste de la ciudad de Monte Hermoso se encuentra el Balneario Pehuen-Có con un parque paleontológico caracterizado por huellas fosilizadas (icnitas) de animales prehistóricos (principalmente del Pleistoceno). El área protegida forma la Reserva natural Pehuen-Có - Monte Hermoso y ha sido propuesta a la UNESCO para que se le declare patrimonio cultural y natural de la humanidad

### Clima
Monte Hermoso se encuentra ubicado en el límite oriental de una zona de transición climática o de convergencia entre las masas de aire tropical y polar. Así es una región ventosa, predomina el flujo del sector norte, con rotación periódica al sudoeste y sur.

## Población
Según los resultados definitivos del censo de 2022 la población del partido alcanza los 8.465 habitantes.
| Gráfica de evolución de Partido de Monte Hermoso entre 1991 y |
|                                                               |
| Fuente: Fuente: Censos nacionales del INDEC                   |

### Localidades
| Imagen | Localidad              | Población  | Descripción |
| ------ | ---------------------- | ---------- | --- |
|        | Monte Hermoso          | 6.351 hab. | Ciudad cabecera del partido. Asiento de los poderes del estado municipal (Departamento Ejecutivo y Departamento Legislativo, a cargo del intendente municipal y del Concejo Deliberante respectivamente). Principal destino turístico de la región. |
|        | Balneario Sauce Grande | 118 hab.   | Ubicado a 7 km hacia el Este de la localidad de Monte Hermoso. Se accede a través del camino costero que nace en la Rambla de la localidad. Balneario agreste, de frondosa vegetación y playas similares a las de Monte Hermoso.                    |

## Salud
El partido de Monte Hermoso consta de las siguientes instituciones de Salud:
| Localidad                                               | Establecimiento                          | Calle y dirección                      |
| ------------------------------------------------------- | ---------------------------------------- | -------------------------------------- |
| Monte Hermoso                                           |                                          |                                        |
| Hospital Municipal Dr. Ramón Carrillo                   | Puerto Madryn y 1.º de abril             |                                        |
| Hogar Abuelos                                           | Río Colorado y Puerto Madryn             |                                        |
| Unidad Sanitaria Puesto Costanera                       | Costanera Pte. Perón y Patagonia         |                                        |
| Centro de salud San Martín                              | San Martín y Río Atuel                   |                                        |
| Centro de salud Sociedad de Fomento Monte Hermoso       | Piedra Buena S/N                         |                                        |
| Centro de salud Jubilados y Pensionados                 | Dufaur N.º 1050                          |                                        |
| Sauce Grande                                            | Centro de Atención Primaria Sauce Grande | Santa Clara e/Necochea y Monte Hermoso |
| Fuente: Ministerio de Salud. Provincia de Buenos Aires. |                                          |                                        |

## Cultura

### Celebraciones y eventos
A través del siguiente cuadro, se detallará algunas de las celebraciones y eventos más importantes del partido:
| Nombre                                   | Fecha aproximada                               | Información |
| ---------------------------------------- | ---------------------------------------------- | --- |
| Llegada de los Reyes Magos               | 5 de enero                                     | El 5 de enero de todos los años arriban desde el mar en lancha, con antorchas, hasta un Pesebre Viviente, los reyes magos. Posteriormente recorren los distintos barrios de la ciudad de Monte Hermoso y la localidad de Sauce Grande, repartiendo golosinas a los niños. |
| "La playa suena"                         | Segunda quincena del mes de enero              | En este evento, se elige "la soberana del verano", contando con la participación de más de 20 postulantes provenientes del todo el país. Este evento se basa en la presentación de las postulantes con diferente indumentaria y desfile de moda. El cierre de la misma se encuentra a cargo de grupos musicales.                                                                                                  |
| Aniversario del Partido de Monte Hermoso | 1 de abril                                     | Fecha que conmemora el aniversario de la creación del Partido de Monte Hermoso, el 1 de abril de 1979, cuando el intendente de Coronel Dorrego Víctor San Román firma junto al delegado José Ernesto Piñeiro el acta de inicio de actividades como municipio autónomo. |
| Fiesta Nacional de la Primavera          | Fin de semana más cercano al 21 de septiembre. | Cuenta con diversas actividades culturales, deportivas y recreativas, destinadas al público en general, sobresaliendo la elección de la Reina Nacional de la Primavera. En cuanto a los espectáculos musicales, se llevan a cabo en el Anfiteatro municipal, donde también se encuentra ubicada una globa ofreciendo el tradicional asado criollo, además espectáculos de diversa índole para público en general. |
| Fiesta de las Colectividades             | Segunda quincena del mes de noviembre          | El evento cuenta con la participación de las distintas colectividades del partido y la zona. Dicha fiesta tiene una duración de dos días, donde cada colectividad hace presentación de los bailes típicos del país al que representan, desfiles de cada país y un patio de comidas típicas de cada país representado.                                                                                             |
| Día de la Virgen Stella Maris            | Último viernes del mes de noviembre            | Día de la Virgen Stella Maris, patrona del partido. |
| Fiesta Año Nuevo                         | 1 de enero                                     | Después de la medianoche del 31 de diciembre, a las 00.45 horas, se lleva a cabo un festejo con fuegos artificiales en la playa. |

### Museos y afines
- Museo Histórico Municipal de Monte Hermoso
- Observatorio Astronómico de Monte Hermoso
- Museo Municipal de Ciencias Naturales «Vicente Di Martino»
- Museo Naval de Monte Hermoso

## Turismo

### Playas
El atractivo capital de Monte Hermoso es su extensa playa de finas arenas que se prolonga a lo largo de 32 km, con un declive muy suave.
Por su ubicación geográfica (de este a oeste) es la única en el país donde el sol nace y se pone en mar, esta característica le permite al visitante permanecer durante más tiempo sin cono de sombras.

### Laguna Sauce Grande
La laguna Sauce Grande (38°57′S, 61°24′O) es una laguna ubicada en el partido de Monte Hermoso, en la zona costera sudeste de la provincia de Buenos Aires, Argentina.
Es un cuerpo de agua originado por deflación sobre el cauce fluvial preexistente del río Sauce Grande que nace en las sierras del macizo de Ventania, y descarga sus aguas al mismo, poco antes de su desembocadura en el Océano Atlántico. Sus costas por lo general con suaves declives y barrosas poseen segmentos poblados de juncos. El fondo de la laguna es casi todo de barro aunque en la parte sur está formado por conchilla.
La laguna se encuentra a unos 5 km de la población de Monte Hermoso y a unos 100 km de Bahía Blanca. Abarca unas 2900 hectáreas y su profundidad promedio es 1,60 metros, aunque en algunos sitios llega a tener 4 metros de profundidad. Sus aguas son verdosas y cristalinas, y es un sitio utilizado para pesca deportiva de pejerrey, aunque también existen poblaciones de sabalito y dientudo. La laguna es también un importante reservorio de avifauna.

### Paseo del Pinar
Es una reserva forestal de gran magnitud convertida en un espacio público. Allí se encuentran frondosos y añejos árboles de variadas especies.
Posee un Circuito de Salud para el desarrollo de actividades físicas. Tiene dispuestas en todo el predio, mesas y bancos de madera, no permitiéndose, por cuestiones ecológicas y de seguridad, prender fuego.
Se puede recorrer caminando o también en bicicleta.

### Faro Recalada a Bahía Blanca
Está situado en la costa de la provincia de Buenos Aires, a 3 km al este del centro de la ciudad de Monte Hermoso.
Está compuesto de una torre metálica de 67 metros de alto, con franjas horizontales rojas y blancas. En su interior, un tubo central de 1,5 metros de diámetro, alberga la escalera circular de más de 300 escalones que nos permite llegar a su sistema óptico, emisor de luz. 
Su funcionamiento a cargo del Servicio de Hidrografía Naval, es de relevante importancia ya que guía al navegante hacia el ingreso seguro en los puertos ubicados en la Ría de Bahía Blanca.

## Gobierno
El partido de Monte Hermoso está constituido por un intendente y un concejo deliberante. El intendente tiene un mandato que dura cuatro años y puede ser reelecto solo una vez, establecido por la modificación del año 2016 de los artículos 3 de la Ley Orgánica de las Municipalidades, 13 bis de la Ley Legislativa y 148 de la Ley de Educación. El mismo es electo mediante el voto en las Elecciones Nacionales de la República Argentina que se celebran cada cuatro años, mientras que el concejo deliberante se renueva cada dos.
El actual intendente de Monte Hermoso es Marcos Fernández, cuyo mandato comenzó el 10 de diciembre de 2021 tras la renuncia de Enrique Dichiara a al ejecutivo municipal a fin de asumir su banca como diputado provincial. Fernández completará el mandado de Dichiara, por lo que estará al frente de la intendencia del distrito hasta el 10 de diciembre de 2023.

### Intendentes municipales
| Nombre y apellido           | Nombre y apellido                                 | Inicio y fin de mandato                          | Periodo     | Partido político |
| --------------------------- | ------------------------------------------------- | ------------------------------------------------ | ----------- | ---------------- |
|                             | Rodolfo Majluf                                    | 10 de diciembre de 1983 - 6 de diciembre de 1987 | 1983 - 1987 | PJ               |
| Emilio Cardinali            | 6 de diciembre de 1987 - 10 de diciembre de 1987  | PJ                                               | 1983 - 1987 |                  |
| Alberto José Abraham        | 10 de diciembre de 1987 - 10 de diciembre de 1993 | 1987 - 1995                                      | PJ          |                  |
| Rodolfo Marcelo Di Pascuale | 10 de diciembre de 1993 - 10 de diciembre de 1995 | 1987 - 1995                                      | PJ          |                  |
| Rodolfo Marcelo Di Pascuale | 10 de diciembre de 1995 - 10 de diciembre de 2005 | 1995 - 2007                                      | PJ          |                  |
| Enrique Alejandro Dichiara  | 10 de diciembre de 2005 - 10 de diciembre de 2007 | 1995 - 2007                                      | PJ          |                  |
| Enrique Alejandro Dichiara  | 10 de diciembre de 2007 - 10 de diciembre de 2011 | 2007 - 2011                                      | PJ          |                  |
| Marcos Fernández            | 10 de diciembre de 2011 - 10 de diciembre de 2019 | 2011 - 2019                                      | PJ          |                  |
| Enrique Alejandro Dichiara  | 10 de diciembre de 2019 - 10 de diciembre de 2021 | 2019 - 2021                                      | PJ          |                  |
| Marcos Fernández            | 10 de diciembre de 2021 - 10 de diciembre de 2023 | 2019 - 2021                                      | PJ          |                  |
| Hernán Fabio Arranz         | 10 de diciembre de 2023 a la actualidad.          | 2023 - 2027                                      | PJ          |                  |